# Curugreja
Curugreja is een bestuurslaag in het regentschap Subang van de provincie West-Java, Indonesië. Curugreja telt 2781 inwoners (volkstelling 2010).